# پایتخت‌های تاریخی مصر
پایتخت کنونی کشور مصر شهر قاهره (cairo) است. ولی در طول تاریخ مصر پایتختهای گوناگونی به شرح زیر داشته است:

## پایتخت‌های پیشین مصر
- منف: (۳۱۰۰ پ.م - ۲۱۸۰ پ.م) نخستین پایتخت مصر
- اهناسیا: (۲۱۸۰ پ.م - ۲۰۶۰ پ.م)
- تبس، تیب یا طیبه:(۲۰۶۰ پ.م - ۱۷۸۵ پ.م) بار اول پایتختی
- اواریس:(۱۷۸۵ پ.م - ۱۵۸۰ پ.م)
- تبس: (۱۵۸۰ پ.م - ۱۰۸۵ پ.م) بار دوم پایتختی
- تنیس:(۱۰۸۵ پ.م - ۹۴۵ پ.م)
- نبته: (۹۴۵ پ.م - ۶۳۳ پ.م)
- صالحجر:(۶۳۳ پ.م - ۳۳۲ پ.م)
- اسکندریه:(۳۳۲ پ.م - ۶۴۱ بعد از میلاد)
- فُسطاط: (۶۴۱ ب.م - ۷۵۰ ب.م) بار اول پایتختی
- عسکر: (۷۵۰ - ۸۶۸ ب.م)
- قطائع: (۸۶۸ - ۹۰۵ ب.م)
- فسطاط (۹۰۵ - ۹۶۹ ب.م) بار دوم پایتختی
- قاهره: (۹۶۹ ب.م - تا امروز) پایتخت کنونی